# 三氯化锆
三氯化锆是一种无机化合物，化学式 ZrCl3。它是一种蓝黑色固体，对空气敏感。

## 制备
三氯化锆是由Otto Ruff和 Wallstein 首次合成的。他们用铝还原四氯化锆，得到不纯的三氯化锆。 随后，他们用金属锆代替金属铝制备三氯化锆，使铝污染问题得到解决：
Zr + 3 ZrCl4 → 4 ZrCl3
当用铝来作为还原剂时，会得到一系列的四氯铝酸盐，像是 [Zr(AlCl4)2(AlCl4)2] 和 Zr(AlCl4)3。
由于三卤化物，例如三氯化锆相对不易挥发，因此可以通过使用气态还原剂来避免污染。例如，三氯化锆可以通过用氢气还原四氯化锆来制备。
ZrCl4 + ½ H2 → ZrCl3 + HCl

## 结构
三卤化锆（ZrCl3、ZrBr3和ZrI3）有和HfI3类似的结构。它们也有一样的空间群 (P63/mcm)。 三氯化锆的磁化率表明每个 Zr(III) 中心上的未配对电子的金属-金属相互作用。ZrCl3 的磁矩为 0.4 BM，表明金属轨道有相当大的重叠。